# Isohypsibius basalovoi
Isohypsibius basalovoi är en djurart som tillhör fylumet trögkrypare, och som först beskrevs av Antonio Durante och Walter Maucci 1972.  Isohypsibius basalovoi ingår i släktet Isohypsibius och familjen Hypsibiidae. Arten är reproducerande i Sverige. Inga underarter finns listade i Catalogue of Life.